# Barkhad Abdi
Barkhad Abdi (somali: Barkhad Cabdi, arabisk: برخد عبدي; født 10. april 1985) er en somalisk-amerikansk skuespiller og instruktør. Han debuterede i filmen Captain Phillips (2013), for hvilken han modtog forskellige filmprisnomineringer, herunder en Oscar for bedste mandlige birolle.